# Alpes maritimes
{{Bài này nói về dãy núi Alpes maritimes, đừng lẫn lộn với tỉnh Alpes-Maritimes}}

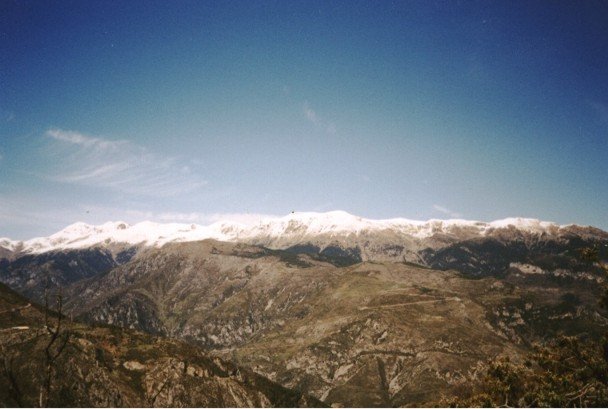
Maritime Alps

Dãy núi Alpes maritimes là một dãy núi ở phía tây nam của dãy núi Alpes. Dãy núi này làm thành biên giới giữa tỉnh Alpes-Maritimes của Pháp và tỉnh Cuneo của Ý. Đèo Col de Tende chia cách dãy núi này với dãy núi Ligurian Alps; trong khi đèo Maddalena chia cách dãy núi này với dãy núi Cottian Alps. Vườn quốc gia Mercantour của Pháp nằm trong dãy núi này.
Dãy núi Alpes maritimes là đầu nguồn của các sông Roya, Var, Verdon cùng các sông nhánh của chúng bên đất Pháp; và sông Stura di Demonte cùng các sông nhánh của sông Tanaro, sông Po bên đất Ý.

## Các ngọn núi
Các ngọn núi chính của dãy núi Alpes maritimes là:
| Punta dell'Argentera | 3290 m | (10,794 ft) |  | Mont Ténibre          | 3032 m | (9948 ft) |
| Cime du Gélas        | 3135 m | (10,286 ft) |  | Cime de l'Enchastraye | 2955 m | (9695 ft) |
| Monte Matto          | 3087 m | (10,128 ft) |  | Mont Bégo             | 2873 m | (9426 ft) |
| Mont Pelat           | 3053 m | (10,017 ft) |  | Mont Mounier          | 2818 m | (9246 ft) |
| Mont Clapier         | 3046 m | (9994 ft)   |  | Roche de l'Abisse     | 2755 m | (9039 ft) |

## Các đèo
Các đèo chính của dãy núi Alpes maritimes là:
| name                     | location                                  | type                                  | elevation (m/ft) |
| ------------------------ | ----------------------------------------- | ------------------------------------- | ---------------- |
| Col de la Bonette        | Tinée Valley to Barcelonnette             | road, minor loop off Col de Restefond | 2802             |
| Col de Restefond         | Col de la Bonette to Barcelonnette        | road                                  | 2680             |
| Bassa di Druos           | Tinée Valley to Terme di Valdieri         | bridle path                           | 2630/8629        |
| Colle di Ciriegia        | Saint-Martin-Vésubie to Terme di Valdieri | bridle path                           | 2551/8370        |
| Col des Granges Communes | Saint-Étienne-de-Tinée to Barcelonnette   | bridle path                           | 2512/8242        |
| Col de Pourriac          | Tinee Valley to Argentera                 | foot path                             | 2506/8222        |
| Colle di Guercia         | Tinee Valley to Vinadio                   | foot path                             | 2451/8042        |
| Col de la Lombarde       | Isola to Vinadio                          | road                                  | 2350             |
| Col de la Cayolle        | Var River valley to Barcelonnette         | road                                  | 2327/7717        |
| Col du Sabion            | Tende to Valdieri                         | bridle path                           | 2264/7428        |
| Col d'Allos              | Verdon River valley to Barcelonnette      | road                                  | 2250/7382        |
| Maddalena Pass           | Barcelonnette to Cuneo                    | road                                  | 1995/6545        |
| Col de Tende             | Tende to Cuneo                            | road, road tunnel railway tunnel      | 1873/6145        |
| Col de Turini            | Vésubie river valley to Sospel            | road                                  | 1607             |